# Anthaenantiopsis perforata
Anthaenantiopsis perforata là một loài thực vật có hoa trong họ Hòa thảo. Loài này được (Nees) Parodi mô tả khoa học đầu tiên năm 1943.